# Szentkirály (Esztergom)
Szentkirály – régi nevén Abony (Obon) – a középkori Esztergom egyik déli városrésze, a stefaniták egykori faluja és ispotálya. Fokozott régészeti terület. A tatárjárásig Esztergom sokkal nagyobb kiterjedésű volt, mint a mai város. Az egykori Szentkirály területe ma is lakatlan, nevét csak a Szentkirályi Duna-dűlő őrzi.

## Fekvése
A nagy kiterjedésű Szentkirály a Duna partján, Szentpáltól és Szentistvántól délnyugatra feküdt. Területe általános és fokozott régészeti védelem alatt áll.

## Története
A külvárost eredetileg Abonynak (Obon) nevezték, de a 12. századtól már Szentkirály néven említik az ekkor itt alapított Szent István templomról.
A római időkben szabvány őrtorony állt a területén. A török időkig, a 16. századig lakott maradt, dunai átkelő, rév működött itt. Első templomát, a Szent András plébániatemplomot már Szent István idejében építették, de a 14. században már csupán a romjai álltak. Ennek közelében állt István király kastélya. Egyes feltételezések szerint itt is halt meg 1038. augusztus 15-én.
A település másik templomát, a Szent István templomot, keresztes konventet és ispotályt – ami egyben a település későbbi névadója is – II. Géza király alapította Szent István keresztes kanonokrendje számára. Sokáig úgy tartották, hogy a Jeruzsálemi Szent János lovagok magyarországi központjának épült, de később megállapították, hogy egy önálló ispotályos-kanonokrendi kongregációként jöttek létre. A templom húsz méter széles, harminchat méter hosszú, háromhajós és kéttornyú volt. Mellette állt Szent Elek és Szent Balázs kápolnája is. A konvent hiteleshelyként működött, azaz a hozzájuk forduló ügyfelek közti peres ügyeket, vagy esetenként országos jelentőségű ügyeket ők foglaltak írásba. Ilyen volt például az itt íródott beregi egyezmény. Az itt készült dokumentumokból, térképekből kapunk pontos leírást a korabeli birtokviszonyokról. III. Béla 1181-ben megerősítette az ispotályt, adott részére 12 hajót. A legkorábbi itteni töredékes pecsétű oklevél 1223-ból maradt fenn. A konvent munkája a török hódítással ért véget. Később a település köveit is széthordták. Esztergom 1595-ös ostromának során itt volt a keresztény lovagok hídfőállása, ezért sok csata zajlott a területén. Az itt felállított táborban halt meg Balassi Bálint.

## Pereskedés a veszprémi püspökséggel
Mivel az esztergomi érsekség területe a Felvidéken terült el, Szentkirály a veszprémi püspökségnek tartozott a tizeddel. 1249-ben viszont a szentkirályi keresztesek magukénak foglalták le a tizedet, ami hosszú pereskedéshez vezetett a két fél között. Ez odáig fajult, hogy a keresztesek maguk rombolták le a Szent András templomot. VII. Bonifác pápa a zirci apátot bízta meg az ügy kivizsgálásával, aki 1298-ban kiközösítette a kereszteseket, akik 1329-ig folytatták a pert, ami végül is megegyezéssel zárult le. Az egyezség értelmében a keresztesek megtarthatták a Szent András templom tizedét.

## Feltárások
A templom maradványait 1895-96-ban feltárták, amikor a várost ölelő dombokról kihalt a szőlő a filoxéra miatt (lásd: Diósvölgy), szőlővel kezdték betelepíteni ezt a vidéket is. Régi pénzek, cserépedények, gyöngyök, gyertyatartók, fegyverek, harangtöredékek, pecsétnyomók, csontvázak, török kori patkók, ajtópántok, kulcsok, kések, vésők, csengők, lőfegyverek és a település kőfalai kerültek elő. A templom falai még az ásatásokkor is egy méter magasságig álltak. Ma a területen homok- és kavicsbányák, szántóföldek találhatók. A másik nagyobb feltárás a hatvanas években történt, mikor a homokbányákat kezdték megnyitni a területen.